# Соколов, Николай Александрович (композитор)
Никола́й Алекса́ндрович Соколо́в (14 [26] марта 1859, Санкт-Петербург — 27 марта 1922, Петроград, по другим данным родился 14  марта  1858  года — русский композитор и музыковед
.

## Биография
Окончил Санкт-Петербургскую консерваторию, ученик Н. А. Римского-Корсакова, участник Беляевского кружка. Преподаватель Придворной капеллы и Петербургской консерватории — среди его учеников, в частности, Александр Черепнин, Юрий Шапорин, Павел Иванов-Радкевич, Иван Вышнеградский и Дмитрий Шостакович.
Н.А.  Соколов  обвенчался  с  дочерью  священника Гатчинского  Сиротского  института  Александра  Федоровича Кудрявцева — Евгенией (15 ноября 1857—1924). От этого брака были дети: Иван (4 января 1889—1924), женатый на Софье Эммануиловне (3 апреля 1942 года она была эвакуирована из Ленинграда в Среднюю Азию), Михаил (2 ноября 1894—1924) и Мария (27 марта 1897—1920).
Похоронен на Новодевичьем кладбище. В 1936 году перезахоронен в Некрополе мастеров искусств.

## Главные сочинения
- Балет «Дикие лебеди» (по Х. К. Андерсену)
- Музыка к драме Уильяма Шекспира «Зимняя сказка»
- Элегия
- Две серенады для оркестра
- Полька «Пятницы» для струнного квартета (в соавторстве с А. К. Лядовым и А. К. Глазуновым)
- Пьесы для фортепиано. В их числе кадриль для фортепиано в 4 руки «Шутка» (в соавторстве с Н. А. Римским-Корсаковым, Я. Витолом, А. К. Лядовым, А. К. Глазуновым, Н. В. Арцыбушевым).
- Хоры
- Романсы